# 오죽
오죽(烏竹, 영어: black bamboo)은 벼과 왕대속에 속하는 여러해살이 식물로, 학명은 Phyllostachys nigra이다. 검정대, 흑죽, 분죽이라고도 한다.

## 특징
중국이 원산지로 높이 약 7m이다. 줄기의 색은 처음에는 녹색이나, 가을 무렵부터 멜라닌 색소가 증가하여 검정으로 변한다. 색의 농담이나 변하는 방식은 입지에 따라 다르다. 양지바른 건조지에서는 선명한 검정을 띤다.

## 이용
줄기가 잘 휘어지므로 낚싯대로 쓰이고, 또 공예품의 소재로 쓰인다. 줄기의 색이 검기 때문에 사람의 눈을 많이 끌어 정원에 심거나 분재로 애용한다.